# Orlando Perez (futbolista)
Orlando Perez (nacido el 12 de julio de 1977 en Pomona, California) es un futbolista estadounidense que actualmente juega para el Chivas USA en la Major League Soccer. Pérez fue seleccionado por Chivas USA en la segunda ronda del Draft de Expansión 2005 de la MLS, el 19 de noviembre de 2004. Luego de una breve etapa de prueba con los Tecos de la UAG del fútbol mexicano en 1999, Pérez fue seleccionado por el MetroStars en el SuperDraft 2000 de la MLS, para luego pasar al D.C. United y el Chicago Fire, acumulando 98 juegos disputados con los tres equipos de la MLS. 
Orlando es nativo de Pomona, hijo del jalisciense José Pérez y de la puertorriqueña Migdalia. Tiene un hermano, Andrés, y dos hermanas, Alma y Lizette. Reside actualmente en Pasadena, California junto a su esposa Verónica, su hija Amaris y su hijo recién nacido, Orlando Jr. 

## Clubes
| Club                      | País           | Año       |
| ------------------------- | -------------- | --------- |
| MetroStars                | Estados Unidos | 2000-2002 |
| D.C. United               | Estados Unidos | 2002      |
| Chicago Fire              | Estados Unidos | 2003-2005 |
| Club Deportivo Chivas USA | Estados Unidos | 2005-2007 |

- Datos: Q7103156